# Brug 273
Brug 273 is een vaste brug in Amsterdam-Oost, Watergraafsmeer.
De brug voor voetgangers en fietsers heeft de vorm van een duiker vormt de verbinding tussen enerzijds de Von Guerickestraat en Von Liebigweg en anderzijds het Von Liebigpad rondom Sportpark Drieburg/Drie Burg. De brug komt uit de koker van de Publieke Werken en is ontworpen door Piet Kramer. Het bouwwerk is gebouwd in de stijl van de Amsterdamse School. Wat ontbreekt ten opzichte van de vele andere bruggen van Kramer is de variatie bak- en natuursteen. Bovendien is siersmeedwerk hier ook sober gehouden. De brug zou al in 1941 ontworpen zijn, maar werd pas in 1950-1951 gebouwd. 
<<< · 200 · 201 · 202 · 203 · 204 · 205 · 206 · 207 · 208 · 209 ·  210 · 211 · 212 · 213 · 214 · 215 · 216 · 217 · 218 · 220 · 221 · 222 · 223 · 224 · 225 · 226 · 227 · 228 · 228P · 229 · 230 · 231 · 232 · 233 · 234 · 235 · 236 · 237 · 238 · 239 ·  240 · 241 · 242 · 243 · 244 · 245 · 246 · 247 · 248 · 249 ·  250 · 251 · 252 · 253 · 254 · 255 · 256 · 257 · 258 · 259 · 260 · 261 · 262 · 263 · 264 · 265 · 266 · 267 · 270 · 271 · 272 · 273 · 274 · 275 · 277 · 278 · 279 · 280 · 281 · 283 · 285 · 286 · 287 · 288 · 289 · 290 · 291 · 292 · 293 · 295 · 296 · 297 · 298 · 299 · >>>
Brugnummers 219, 268, 269, 276, 282, 284, 294 zijn niet (meer) in omloop.